# موريتيرو أويشيبا
موريتورو أويشيبا. (باليابانية: 植芝守央 أويشيبا موريتيرو) (بالإنجليزية: moriteru ueshiba)‏، ولد في طوكيو 2 أبريل 1951. حفيد موريهيه أويشيبا، الابن الثاني لكيشوماري أيوشيبا، (الذي هو الابن الثالث للمعلم موريهيه أويشيبا).
ترأس منظمة الأيكيكاي منذ عام 1996 هومبو دوجو. حين توفي والده في عام 1999، تقلد لقب وموضع دوشو(معلم الطريق).
متخرج من جامعة ميجي غاكوين، فرع الاقتصاد.
يستضيف كل عام العديد من الدورات في الخمس قارات، ويدعو للاحتفال رأس السنة الجديدة في اليابان ((Kagami biraki)) رتب ودرجات دان دوجو في طوكيو.
ابنه ميتسيتوري أويشيبا، يستلم بعده دوشو الرابع.